# أندرو موريسون (قسيس مسيحي)
أندرو موريسون (بالإنجليزية: Andrew Morrison)‏ هو قسيس مسيحي غياني، ولد في 1919 في جورج تاون في غيانا، وتوفي بنفس المكان في 2004.